# Someone like You
Someone like You (englisch für „Jemand wie du“) ist ein Popsong der britischen Sängerin Adele. Er wurde am 15. Februar 2011 als dritte Single aus ihrem zweiten Album 21 veröffentlicht. Das Lied wurde von Adele und Dan Wilson geschrieben, erreichte am 20. Februar 2011 Platz 1 der britischen Singlecharts und wurde damit dort ihr erster Nummer-eins-Hit.

## Text und Musik
Someone like You ist eine Piano-Ballade und handelt von der Trennung einer langen Beziehung. Der Titel wird durch Adeles kräftigen und gefühlvollen Gesang bestimmt, der im Lied mehrere Höhepunkte erreicht. Einige Kritiker verglichen Someone like You mit Adeles Lied Hometown Glory aus ihrem Debütalbum 19.

## Auftritte
Adele sang das Lied live bei den BRIT Awards 2011. Sie wurde von einem Pianisten begleitet, der Auftritt sowie das Lied wurden schnell populär und wenige Stunden nach dem Auftritt stürmte der Song auf Platz 1 der britischen Download- und iTunes-Charts.
Bei ihrem Auftritt brach Adele in Tränen aus und erklärte: „Ich war am Ende des Auftrittes wirklich sehr emotional, weil die Gefühle des Liedes die Emotionen in mir auslösten. Dabei dachte ich an meinen Ex-Freund, ich stellte mir vor, wie er mich zu Hause im Fernsehen sieht und lacht, weil er genau weiß, dass ich seinetwegen weine, und sich denkt: ‚Ja, ich hab sie immer noch um meinen Finger gewickelt‘. Dann standen alle auf – ich war überwältigt“.
Adele sang das Lied auch bei Later with Jools Holland. In den Vereinigten Staaten sang Adele das Lied in The Ellen DeGeneres Show und bei Jimmy Kimmel Live!.

## Musikvideo
Bis Ende September war die Aufzeichnung des Auftritts von den BRIT Awards das einzige Musikvideo zum Song. Am 29. September wurde ein offizielles Video veröffentlicht, bei dem Jake Nava Regie führte, das in Schwarz-weiß gehalten ist und in dem Adele durch ein menschenleeres Paris geht.

## Mitwirkende
Die folgenden Personen wirkten an der Entstehung des Lieds Someone like You mit:
| - Songwriting: Adele, Dan Wilson - Gesang: Adele - Instrumentierung: Dan Wilson | - Toningenieur: Dan Wilson - Assistenz: Dan Wilson - Produktion: Dan Wilson |

## Rezensionen
Das Lied wurde von Musikkritikern positiv aufgenommen. BBC Music schrieb: „Someone like You besteht einfach nur aus gefühlvollem Gesang und einer wunderschönen Piano-Melodie, Adele macht diese Art der Lieder wieder modern und zum Trend. Niemand passt besser für den Titel als Adele selbst, die einzige die Someone like You auf einem Niveau wie Adele singen könnte wäre der Superstar Jessie J“. Soul Culture lobte den Titel: „Someone like You ist eines der besten Stücke ihres aktuellen Albums. Es handelt von verlorener Liebe, und Adele bringt mit ihrem Gesang den Inhalt und die Emotionen des Liedes gefühlvoll an die Zuhörer, besser als Adele es macht, geht es kaum.“

## Kommerzieller Erfolg

### Chartplatzierungen
Im Vereinigten Königreich stellte Adele am 20. Februar 2011 einen Rekord auf, den bereits die Beatles 1964 und Frankie Goes to Hollywood 1984 erreicht hatten, als sie mit Someone like You auf Platz eins und Rolling in the Deep auf Platz vier zweimal in den Top 5 der Singlecharts vertreten war. Auch in den Albumcharts hat sie mit 21 auf Platz eins und 19 auf Platz vier zwei Top-5-Platzierungen inne.
Auch in Irland, Neuseeland, Australien (ARIA), den Vereinigten Staaten (Billboard Hot 100), Italien, Belgien (Wallonien), Frankreich und der Schweiz (Schweizer Hitparade) konnte Someone like You Platz eins der Charts erreichen.
| ChartsChartplatzierungen       | Höchstplatzierung | Wochen |
| ------------------------------ | ----------------- | ------ |
| Deutschland (GfK)              | 4 (51 Wo.)        | 51     |
| Österreich (Ö3)                | 2 (36 Wo.)        | 36     |
| Schweiz (IFPI)                 | 1 (107 Wo.)       | 107    |
| Vereinigte Staaten (Billboard) | 1 (39 Wo.)        | 39     |
| Vereinigtes Königreich (OCC)   | 1 (86 Wo.)        | 86     |

| ChartsJahrescharts (2011)      | Platzierung |
| ------------------------------ | ----------- |
| Deutschland (GfK)              | 28          |
| Österreich (Ö3)                | 31          |
| Schweiz (IFPI)                 | 9           |
| Vereinigte Staaten (Billboard) | 24          |
| Vereinigtes Königreich (OCC)   | 1           |

| ChartsJahrescharts (2012)      | Platzierung |
| ------------------------------ | ----------- |
| Deutschland (GfK)              | 54          |
| Österreich (Ö3)                | 61          |
| Vereinigte Staaten (Billboard) | 43          |
| Schweiz (IFPI)                 | 12          |

| ChartsJahrescharts (2021)    | Platzierung |
| ---------------------------- | ----------- |
| Vereinigtes Königreich (OCC) | 81          |

| ChartsJahrescharts (2023)    | Platzierung |
| ---------------------------- | ----------- |
| Vereinigtes Königreich (OCC) | 87          |

| ChartsJahrescharts (2010–2019) | Platzierung |
| ------------------------------ | ----------- |
| Vereinigte Staaten (Billboard) | 38          |
| Vereinigtes Königreich (OCC)   | 16          |

### Auszeichnungen für Musikverkäufe
| Land/Region                  | Auszeichnungen für Musikverkäufe (Land/Region, Auszeichnung, Verkäufe) | Verkäufe   |
| ---------------------------- | ---------------------------------------------------------------------- | ---------- |
| Australien (ARIA)            | 7× Platin                                                              | 490.000    |
| Belgien (BRMA)               | 2× Platin                                                              | 60.000     |
| Brasilien (PMB)              | Diamant                                                                | 250.000    |
| Dänemark (IFPI)              | 4× Platin                                                              | 360.000    |
| Deutschland (BVMI)           | Platin                                                                 | 300.000    |
| Frankreich (SNEP)            | —                                                                      | 375.100    |
| Griechenland (IFPI)          | Gold                                                                   | 10.000     |
| Italien (FIMI)               | 7× Platin                                                              | 210.000    |
| Kanada (MC)                  | Diamant                                                                | 800.000    |
| Mexiko (AMPROFON)            | 5× Gold                                                                | 150.000    |
| Neuseeland (RMNZ)            | 7× Platin                                                              | 210.000    |
| Norwegen (IFPI)              | Platin                                                                 | 60.000     |
| Portugal (AFP)               | Platin                                                                 | 10.000     |
| Spanien (Promusicae)         | 4× Platin                                                              | 240.000    |
| Südkorea (KMCA)              | —                                                                      | 1.719.929  |
| Vereinigte Staaten (RIAA)    | 5× Platin                                                              | 6.000.000  |
| Vereinigtes Königreich (BPI) | 7× Platin                                                              | 4.200.000  |
| Insgesamt                    | 2× Gold · 48× Platin · 2× Diamant ·                                    | 15.445.029 |

Hauptartikel: Adele (Sängerin)/Auszeichnungen für Musikverkäufe